# Tropfsteinhöhle Orlovača
Die Tropfsteinhöhle Orlovača (serbisch-kyrillisch Пећина Орловача, bosnisch Pećina Orlovača) ist eine Karst-Höhle bei Pale in der Republika Srpska in Bosnien und Herzegowina. Sie ist die zweitlängste Höhle in Bosnien und Herzegowina und die längste Höhle in der Republika Srpska.

## Beschreibung
Die Höhle befindet sich auf dem Berg Orlovača, 10 km westlich von Pale und 15 km östlich von Sarajevo. Der Eingang der Höhle befindet sich in einer steilen Felswand oberhalb des Dorfes Sumbulovac, 1056 Meter über dem Meeresspiegel.
Der erste Plan der Höhle wurde 1975 – im Jahr ihrer Entdeckung – erstellt. Später wurde ein zweiter Höhleneingang entdeckt und freigelegt, der mit Steinen verschlossen war. Die Gesamttiefe der Höhle beträgt etwa 560 Meter und die Gesamtlänge der untersuchten Gänge etwa 2500 Meter.
Auf der untersten der vier Höhlen-Ebenen fließt der „Blaue Fluss“. Es gibt viele Felsformationen: Stalaktiten, Stalagmiten und andere. Das Mikroklima in der Höhle ist stabil: Die Temperatur liegt das ganze Jahr über bei 8,8 °C und die Luftfeuchtigkeit bei über 90 %.
In der Höhle wurden die Knochen eines Höhlenbären gefunden, die auf ein Alter von 16.000 Jahren geschätzt werden. Diese Knochen werden im zugehörigen Höhlenmuseum ausgestellt. Außerdem wurden bei biospeläologischen Untersuchungen Überreste einer Käfer-Unterart der Gattung Charonites entdeckt, die später nach dem Fundort C. zoppae orlovacensis benannt wurde.
In der Höhle wurden auch archäologische Funde gemacht, darunter Keramikfragmente aus der Mittelsteinzeit und eine 2500 bis 3500 Jahre alte Axt.

## Schutzstatus und Nutzung
Seit 2011 steht die Orlovača-Höhle mit einer Fläche von 27,1 ha als Naturdenkmal unter Schutz.
Ein Teil der Höhle ist seit 1980 ausgebaut und für Touristen zugänglich. Wegen des Krieges waren ab 1992 keine Besichtigungen möglich. Seit 2002 ist die Höhle wieder für Besucher geöffnet.